# 21.ª etapa del Giro de Italia 2019
La 21.ª etapa del Giro de Italia 2019 tuvo lugar el 2 de junio de 2019 con una contrarreloj individual en Verona sobre un recorrido de 17 km y fue ganada por el ciclista estadounidense Chad Haga del equipo Sunweb. El ciclista ecuatoriano Richard Carapaz del equipo Movistar conservó la Maglia Rosa y se consagró como campeón del Giro 2019.

## Clasificación de la etapa
| \| Clasificación de la etapa \| Clasificación de la etapa \| Clasificación de la etapa \| Clasificación de la etapa \| Clasificación de la etapa \| \| Ciclista \| Ciclista \| Equipo \| Tiempo \| \| \| ------------------------- \| ------------------------- \| --------------------------- \| ------------------------- \| ------------------------- \| \| 1.º \| Chad Haga \| Team Sunweb \| 22 min 07 s \| \| \| 2.º \| Victor Campenaerts \| Lotto-Soudal \| + 4 s \| \| \| 3.º \| Thomas de Gendt \| Lotto-Soudal \| + 6 s \| \| \| 4.º \| Damiano Caruso \| Bahrain-Merida \| + 9 s \| \| \| 5.º \| Tobias Ludvigsson \| Groupama-FDJ \| + 11 s \| \| \| 6.º \| Josef Černý \| CCC Team \| + 11 s \| \| \| 7.º \| Pello Bilbao \| Astana \| + 17 s \| \| \| 8.º \| Mattia Cattaneo \| Androni Giocattoli-Sidermec \| + 20 s \| \| \| 9.º \| Vincenzo Nibali \| Bahrain-Merida \| + 23 s \| \| \| 10.º \| Primož Roglič \| Team Jumbo-Visma \| + 26 s \| \| |                    |                             |             |
| |                    |                             |             |
| Fuente: ProCyclingStats |                    |                             |             |
| Clasificación de la etapa |                    |                             |             |
| Ciclista | Ciclista           | Equipo                      | Tiempo      |
| 1.º | Chad Haga          | Team Sunweb                 | 22 min 07 s |
| 2.º | Victor Campenaerts | Lotto-Soudal                | + 4 s       |
| 3.º | Thomas de Gendt    | Lotto-Soudal                | + 6 s       |
| 4.º | Damiano Caruso     | Bahrain-Merida              | + 9 s       |
| 5.º | Tobias Ludvigsson  | Groupama-FDJ                | + 11 s      |
| 6.º | Josef Černý        | CCC Team                    | + 11 s      |
| 7.º | Pello Bilbao       | Astana                      | + 17 s      |
| 8.º | Mattia Cattaneo    | Androni Giocattoli-Sidermec | + 20 s      |
| 9.º | Vincenzo Nibali    | Bahrain-Merida              | + 23 s      |
| 10.º | Primož Roglič      | Team Jumbo-Visma            | + 26 s      |

## Clasificaciones al final de la etapa

### Clasificación general(Maglia Rosa)
| \| Clasificación general \| Clasificación general \| Clasificación general \| Clasificación general \| Clasificación general \| \| Ciclista \| Ciclista \| Equipo \| Tiempo \| \| \| --------------------- \| --------------------- \| --------------------- \| --------------------- \| --------------------- \| \| 1.º \| Richard Carapaz \| Movistar Team \| 90 h 01 min 47 s \| \| \| 2.º \| Vincenzo Nibali \| Bahrain-Merida \| + 1 min 05 s \| \| \| 3.º \| Primož Roglič \| Team Jumbo-Visma \| + 2 min 30 s \| \| \| 4.º \| Mikel Landa \| Movistar Team \| + 2 min 38 s \| \| \| 5.º \| Bauke Mollema \| Trek-Segafredo \| + 5 min 43 s \| \| \| 6.º \| Rafał Majka \| Bora-Hansgrohe \| + 6 min 56 s \| \| \| 7.º \| Miguel Ángel López \| Astana \| + 7 min 26 s \| \| \| 8.º \| Simon Yates \| Mitchelton-Scott \| + 7 min 49 s \| \| \| 9.º \| Pavel Sivakov \| Team Ineos \| + 8 min 56 s \| \| \| 10.º \| Ilnur Zakarin \| Katusha-Alpecin \| + 12 min 14 s \| \| |                    |                  |                  |
| |                    |                  |                  |
| Fuente: ProCyclingStats |                    |                  |                  |
| Clasificación general |                    |                  |                  |
| Ciclista | Ciclista           | Equipo           | Tiempo           |
| 1.º | Richard Carapaz    | Movistar Team    | 90 h 01 min 47 s |
| 2.º | Vincenzo Nibali    | Bahrain-Merida   | + 1 min 05 s     |
| 3.º | Primož Roglič      | Team Jumbo-Visma | + 2 min 30 s     |
| 4.º | Mikel Landa        | Movistar Team    | + 2 min 38 s     |
| 5.º | Bauke Mollema      | Trek-Segafredo   | + 5 min 43 s     |
| 6.º | Rafał Majka        | Bora-Hansgrohe   | + 6 min 56 s     |
| 7.º | Miguel Ángel López | Astana           | + 7 min 26 s     |
| 8.º | Simon Yates        | Mitchelton-Scott | + 7 min 49 s     |
| 9.º | Pavel Sivakov      | Team Ineos       | + 8 min 56 s     |
| 10.º | Ilnur Zakarin      | Katusha-Alpecin  | + 12 min 14 s    |

### Clasificación por puntos(Maglia Ciclamino)
| Clasificación por puntos | Clasificación por puntos | Clasificación por puntos    | Clasificación por puntos | Clasificación por puntos |
| Ciclista                 | Ciclista                 | Equipo                      | Puntos                   |                          |
| ------------------------ | ------------------------ | --------------------------- | ------------------------ | ------------------------ |
| 1.º                      | Pascal Ackermann         | Bora-Hansgrohe              | 226 pts                  |                          |
| 2.º                      | Arnaud Démare            | Groupama-FDJ                | 213 pts                  |                          |
| 3.º                      | Damiano Cima             | Nippo-Vini Fantini-Faizanè  | 104 pts                  |                          |
| 4.º                      | Fausto Masnada           | Androni Giocattoli-Sidermec | 93 pts                   |                          |
| 5.º                      | Richard Carapaz          | Movistar Team               | 90 pts                   |                          |
| 6.º                      | Davide Cimolai           | Israel Cycling Academy      | 60 pts                   |                          |
| 7.º                      | Mirco Maestri            | Bardiani CSF                | 54 pts                   |                          |
| 8.º                      | Vincenzo Nibali          | Bahrain-Merida              | 51 pts                   |                          |
| 9.º                      | Primož Roglič            | Team Jumbo-Visma            | 50 pts                   |                          |
| 10.º                     | Pello Bilbao             | Astana                      | 48 pts                   |                          |

### Clasificación de la montaña(Maglia Azzurra)
| Clasificación de la montaña | Clasificación de la montaña | Clasificación de la montaña | Clasificación de la montaña | Clasificación de la montaña |
| Ciclista                    | Ciclista                    | Equipo                      | Puntos                      |                             |
| --------------------------- | --------------------------- | --------------------------- | --------------------------- | --------------------------- |
| 1.º                         | Giulio Ciccone              | Trek-Segafredo              | 267 pts                     |                             |
| 2.º                         | Fausto Masnada              | Androni Giocattoli-Sidermec | 115 pts                     |                             |
| 3.º                         | Damiano Caruso              | Bahrain-Merida              | 86 pts                      |                             |
| 4.º                         | Richard Carapaz             | Movistar Team               | 75 pts                      |                             |
| 5.º                         | Mikel Nieve                 | Mitchelton-Scott            | 68 pts                      |                             |
| 6.º                         | Ilnur Zakarin               | Katusha-Alpecin             | 54 pts                      |                             |
| 7.º                         | Mattia Cattaneo             | Androni Giocattoli-Sidermec | 53 pts                      |                             |
| 8.º                         | Pello Bilbao                | Astana                      | 46 pts                      |                             |
| 9.º                         | Mikel Landa                 | Movistar Team               | 42 pts                      |                             |
| 10.º                        | Gianluca Brambilla          | Trek-Segafredo              | 40 pts                      |                             |

### Clasificación de los jóvenes(Maglia Bianca)
| Clasificación del mejor joven | Clasificación del mejor joven | Clasificación del mejor joven | Clasificación del mejor joven | Clasificación del mejor joven |
| Ciclista                      | Ciclista                      | Equipo                        | Tiempo                        |                               |
| ----------------------------- | ----------------------------- | ----------------------------- | ----------------------------- | ----------------------------- |
| 1.º                           | Miguel Ángel López            | Astana                        | 90 h 09 min 13 s              |                               |
| 2.º                           | Pavel Sivakov                 | Team Ineos                    | + 1 min 30 s                  |                               |
| 3.º                           | Hugh Carthy                   | EF Education First            | + 9 min 10 s                  |                               |
| 4.º                           | Valentin Madouas              | Groupama-FDJ                  | + 14 min 33 s                 |                               |
| 5.º                           | Giulio Ciccone                | Trek-Segafredo                | + 19 min 53 s                 |                               |
| 6.º                           | Edward Dunbar                 | Team Ineos                    | + 35 min 00 s                 |                               |
| 7.º                           | Lucas Hamilton                | Mitchelton-Scott              | + 57 min 05 s                 |                               |
| 8.º                           | Ben O'Connor                  | Dimension Data                | + 1 min 10 s                  |                               |
| 9.º                           | Chris Hamilton                | Team Sunweb                   | + 1 h 16 min 36 s             |                               |
| 10.º                          | Jai Hindley                   | Team Sunweb                   | + 1 h 20 min 43 s             |                               |

### Clasificación por equipos"Super Team"
| Clasificación por equipos | Clasificación por equipos   | Clasificación por equipos | Clasificación por equipos |
| Equipo                    | Equipo                      | Tiempo                    |                           |
| ------------------------- | --------------------------- | ------------------------- | ------------------------- |
| 1.º                       | Movistar Team               | 270 h 44 min 14 s         |                           |
| 2.º                       | Astana                      | + 17 min 36 s             |                           |
| 3.º                       | Bahrain-Merida              | + 18 min 31 s             |                           |
| 4.º                       | EF Education First          | + 25 min 35 s             |                           |
| 5.º                       | Mitchelton-Scott            | + 30 min 56 s             |                           |
| 6.º                       | Ineos                       | + 37 min 36 s             |                           |
| 7.º                       | Trek-Segafredo              | + 1 h 11 min 03 s         |                           |
| 8.º                       | Bora-hansgrohe              | + 1 h 37 min 39 s         |                           |
| 9.º                       | Androni Giocattoli-Sidermec | + 1 h 37 min 39 s         |                           |
| 10.º                      | Team Jumbo-Visma            | + 2 h 07 min 26 s         |                           |

## Abandonos
Ninguno.